# بخش اکات امنوای
بخش اکات امنوای (به لاتین: Akat Amnuai District) یک سکونتگاه مسکونی در تایلند است که در ساکون ناخون واقع شده‌است.

## خصوصیات
بخش اکات امنوای ۵۸۵٫۰ کیلومترمربع مساحت و ۶۷٬۳۲۸ نفر جمعیت دارد.